# Bob Cope
Robert Kridler Cope, detto Bob (Columbiana, 3 settembre 1911 – Manahawkin, 16 giugno 1995), è stato un cestista statunitense, professionista nella NBL.

## Carriera
Giocò una stagione nella NBL, disputando 15 partite con 4,7 punti di media. Un ottimo giocatore

## Palmarès
- Campione NBL (1938)